# Purpurstrupig bergsjuvel
Purpurstrupig bergsjuvel (Lampornis calolaemus) är en fågel i familjen kolibrier.

## Bilder

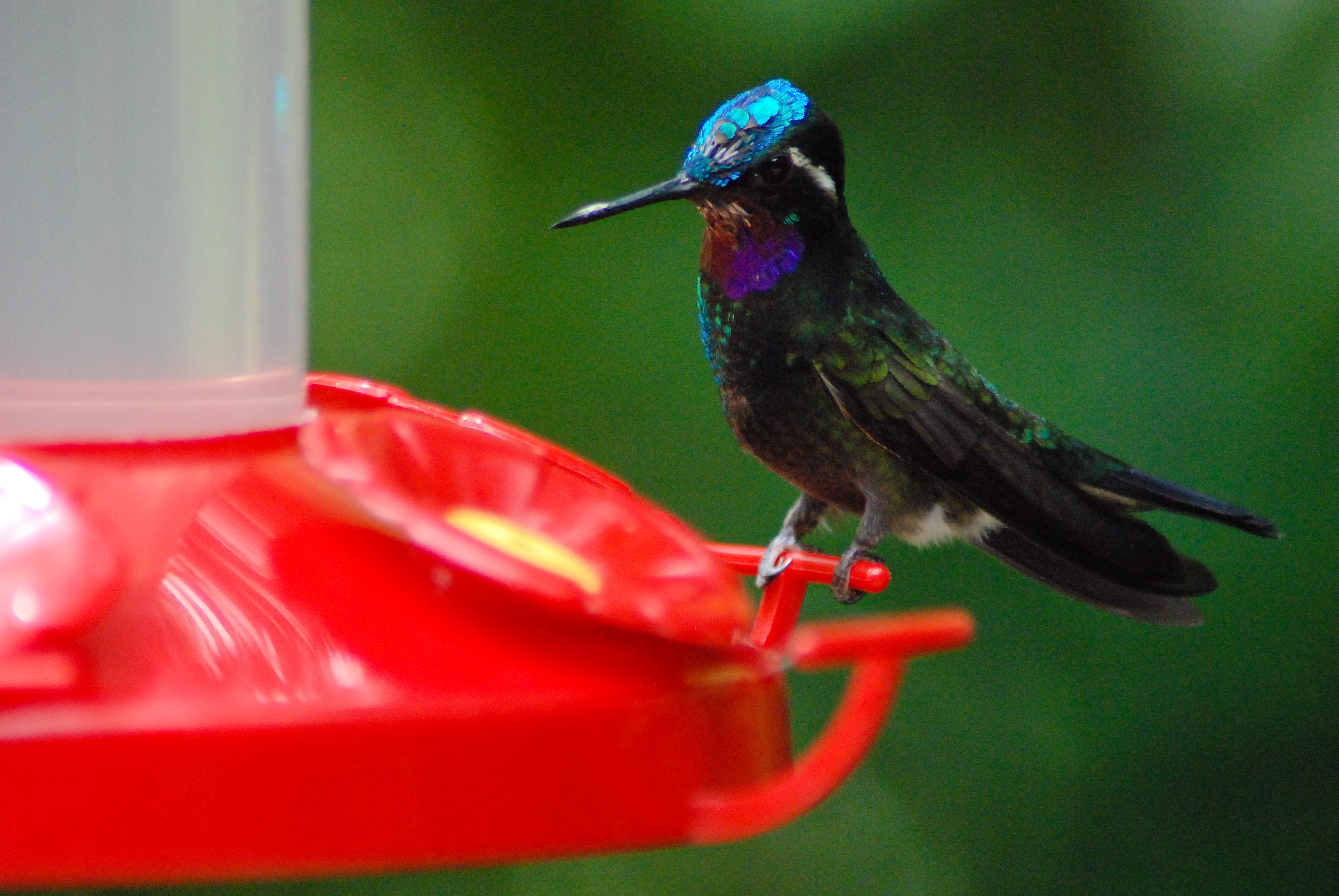
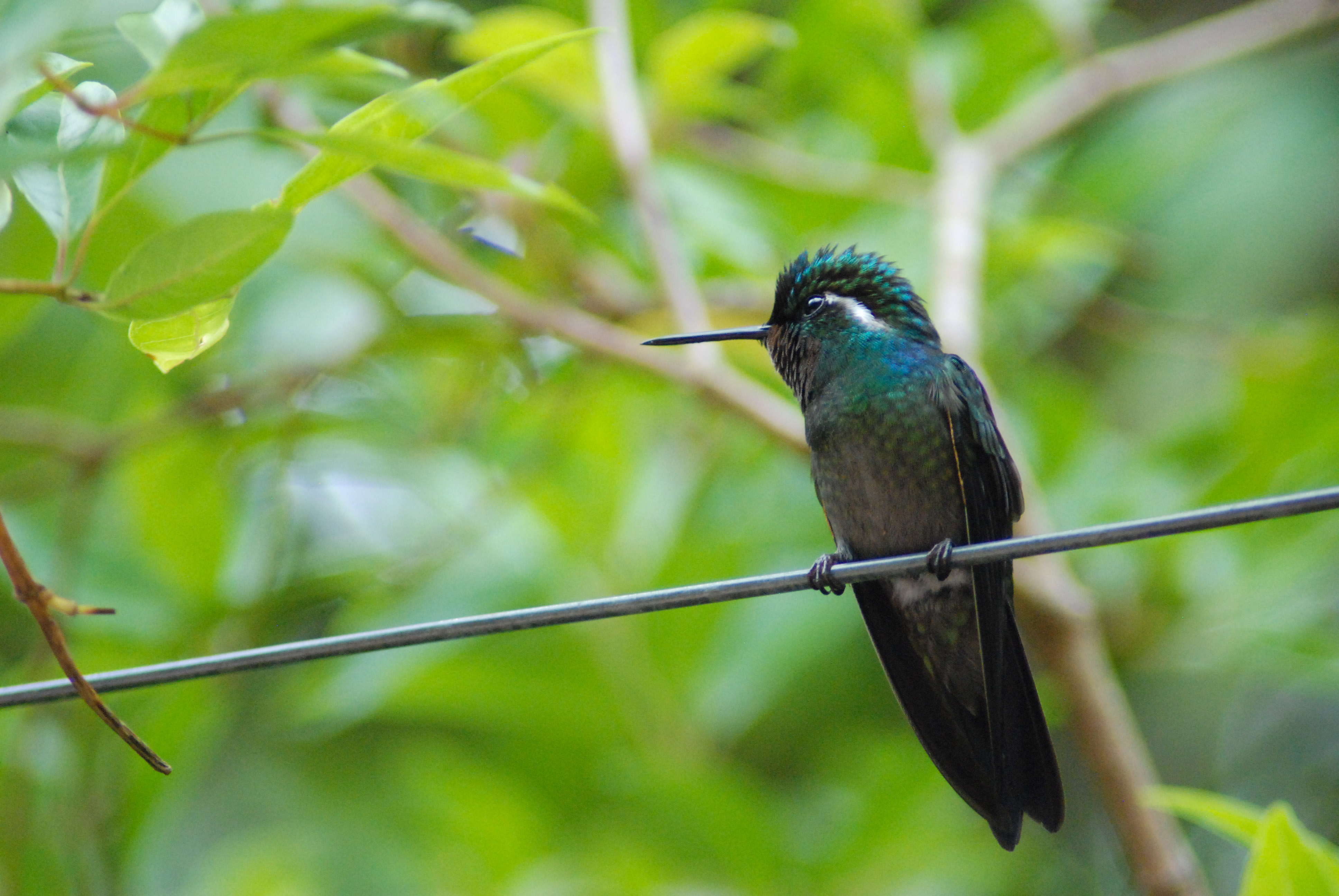
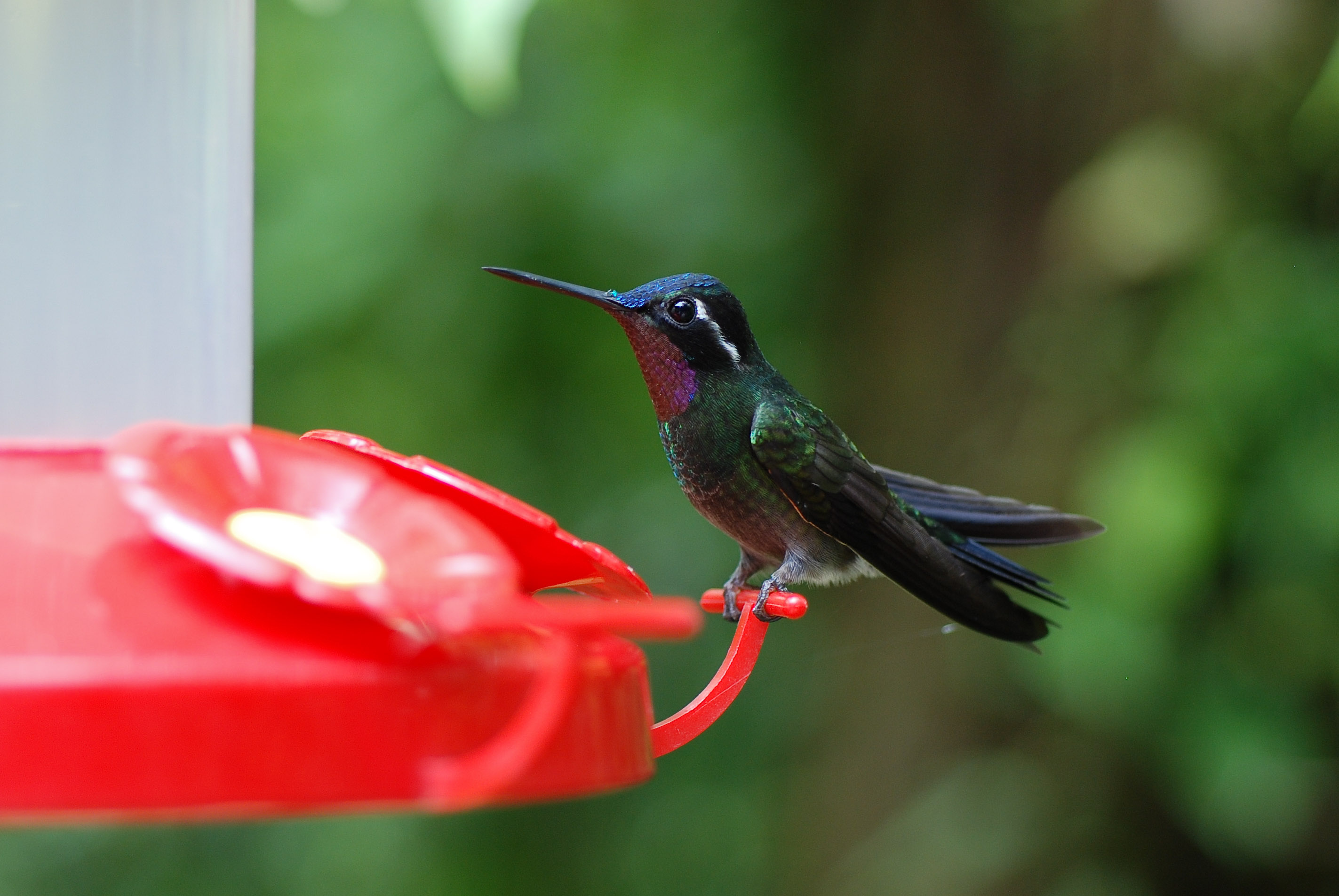
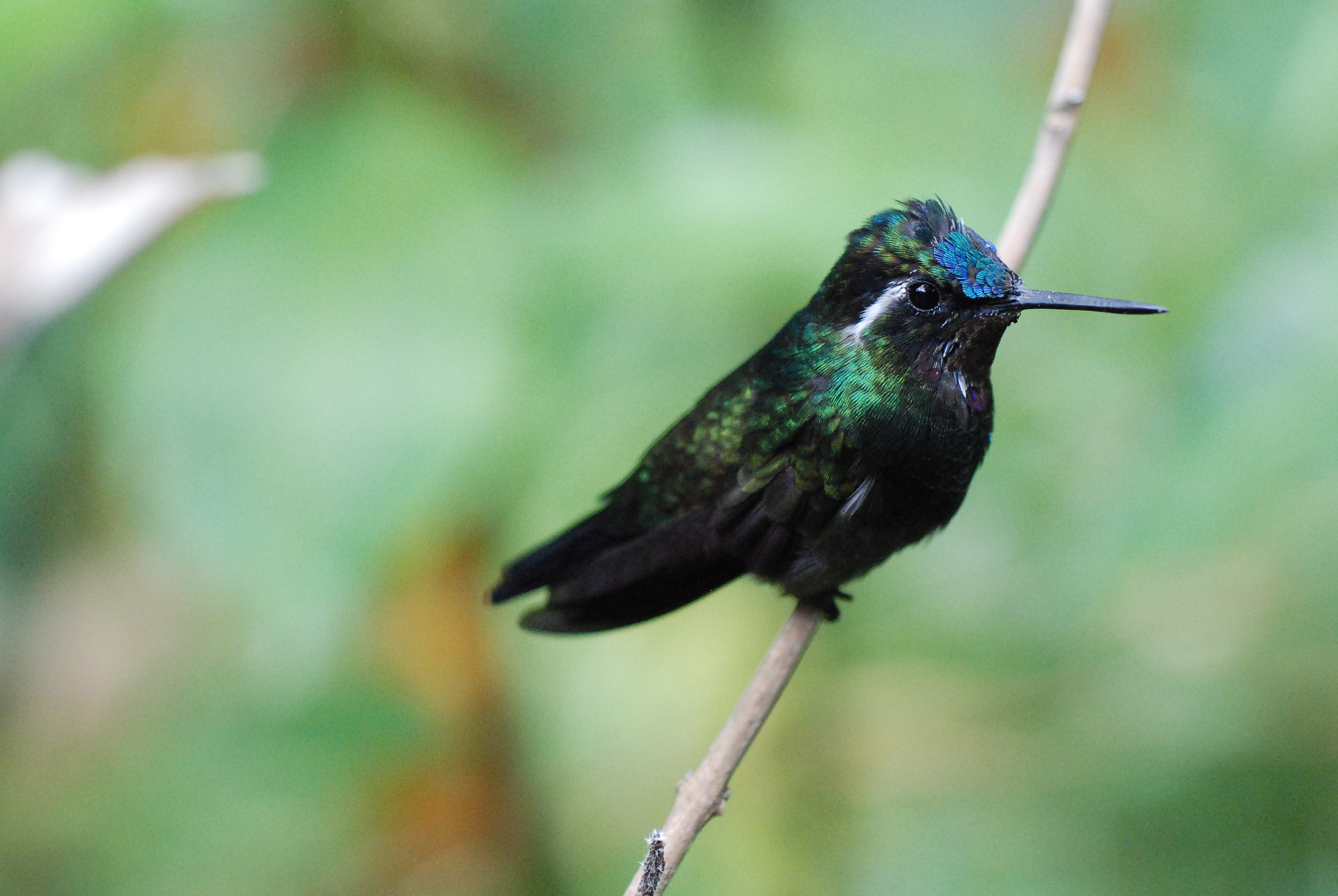

## Utseende och läte
Purpurstrupig bergsjuvel är en medelstor kolibri. Hanen är mycket praktfull med lysande purpurfärgad strupe, blå hjässa och ett vitt streck bakom ögat. Honan är mindre färgglad, men likväl karakteristisk, med bjärt beigefärgad undersida, svart kind och det vita strecket bakom ögat. Den liknar hona vitbukig bergsjuvel men har grönare stjärt. 

## Utbredning och systematik
Purpurstrupig bergsjuvel förekommer i södra Centralamerika. Den delas in i tre underarter med följande utbredning:
- Lampornis calolaemus calolaemus – förekommer i bergsområden i Costa Rica och västra centrala Panama
- Lampornis calolaemus pectoralis – förekommer i bergsområden i Nicaragua och nordvästra Costa Rica
- Lampornis calolaemus homogenes – förekommer i södra Costa Rica och västra Panama

## Levnadssätt
Purpurstrupig bergsjuvel hittas i skogsområden på medelhög höjd. Den ses också i skogsbryn och trädgårdar, där den gärna besöker kolibrimatningar.

## Status och hot
Arten har ett stort utbredningsområde, men tros minska i antal, dock inte tillräckligt kraftigt för att den ska betraktas som hotad. Internationella naturvårdsunionen IUCN listar arten som livskraftig (LC). Beståndet uppskattas till i storleksordningen 50 000 till en halv miljon vuxna individer.